# Micronúcleos

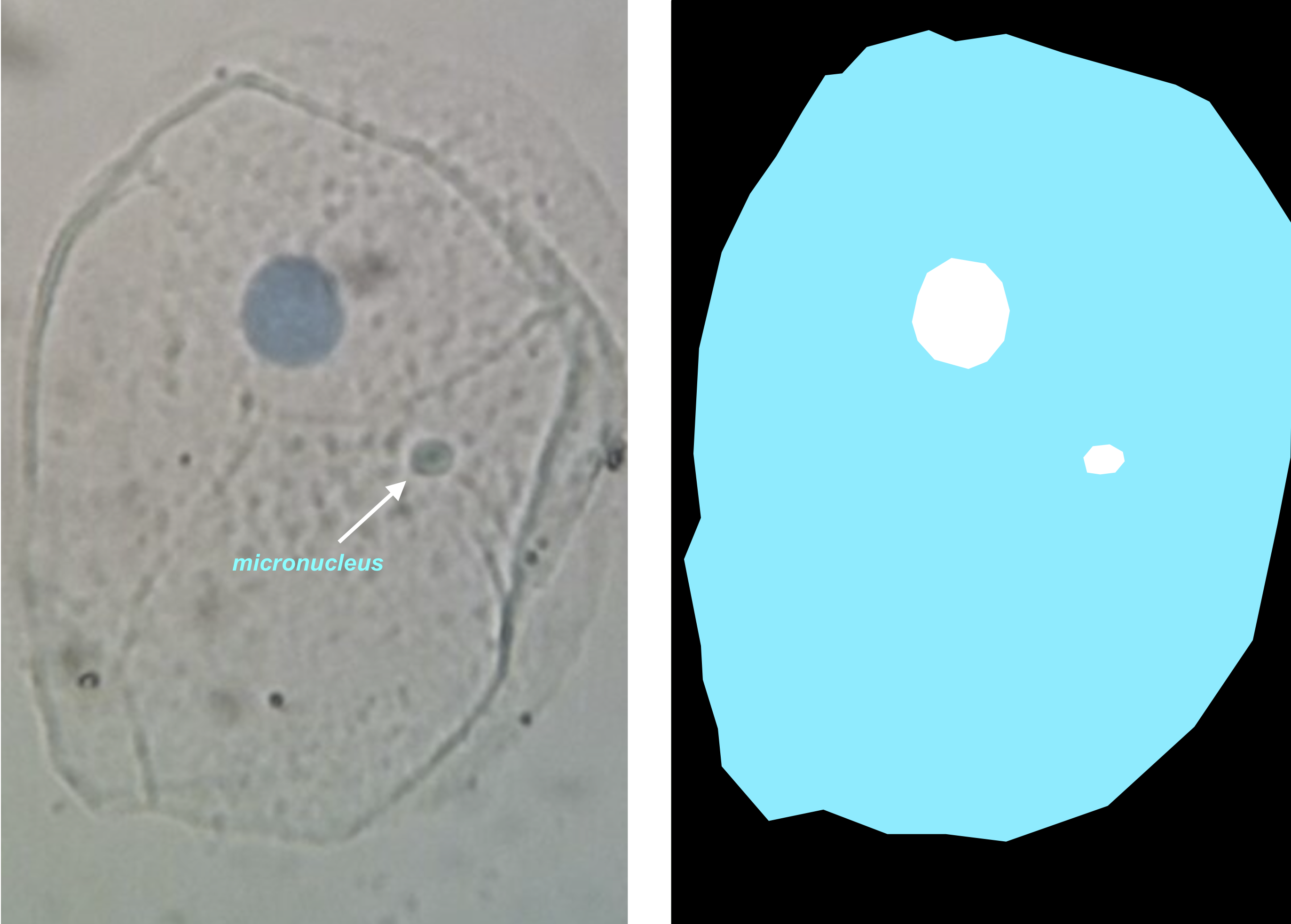
A la izquierda hay una célula de mejilla, teñida con azul de metileno, que posee un micronúcleo. A la derecha se muestra una "máscara" de la imagen para la rápida detección de micronúcleos.

Un micronúcleo hace referencia a un núcleo de tamaño reducido que se genera cuando un cromosoma o un fragmento de cromosoma no se incorpora a la célula hija durante la división celular. Generalmente es resultado de eventos genotóxicos e inestabilidad genómica. Los micronúcleos se pueden identificar frecuentemente en células tumorales. Los micronúcleos surgen como resultado de defectos en la segregación mitótica o errores en la replicación del ADN que generan fragmentos de cromosomas acéntricos. La formación de estas estructuras nucleares aberrantes puede contribuir a la generación de inestabilidad genómica mediante procesos de cromotripsis.

## Test de micronúcleos
El test de micronúcleos permite evaluar la capacidad de un compuesto para interferir con la estructura y función de los cromosomas. Los test de micronúcleos se basan en la cuantificación de la frecuencia de micronúcleos formados tras la exposición a un determinado tratamiento.